# WarioWare: Smooth Moves
WarioWare: Smooth Moves (おどる メイド イン ワリオ, Odoru Made in Wario) és un videojoc de festa desenvolupat per Nintendo SPD i Intelligent Systems. Va ser publicat per Nintendo per a Wii al Japó el desembre de 2006 i a Europa, Amèrica i Oceania el gener de 2007. És el cinquè joc de la sèrie de jocs WarioWare i l'únic joc de la sèrie que es va llançar físicament per a Wii (sense incloure-hi el WarioWare: Do It Yourself Showcase, un altre joc WarioWare disponible com a WiiWare). Igual que els seus predecessors, WarioWare: Smooth Moves està construït al voltant d'una col·lecció de "microjocs" (microgames) que duren uns cinc segons cadascun, i que requereixen que el jugador mantingui el Wii Remote en posicions específiques. El joc ofereix els microjocs al jugador en ràpida successió, primer indicant de quina manera específica ha de subjectar el Wii Remote i després començant el microjoc. Els microjocs es divideixen en diverses etapes, cadascuna de les quals vincula vagament els jocs amb una història. A més, aquest va ser el primer joc spin-off de Mario que es va llançar per a la consola.
El Smooth Moves va rebre crítiques generalment favorables, amb puntuacions del 83% del Metacritic i del 81,82% del GameRankings. Els elogis es van centrar en el valor d'entreteniment del joc, especialment amb amics, mentre que les crítiques es van centrar en la seva durada. WarioWare: Smooth Moves va rebre un ToyAward en la categoria de tendències i estil de vida de la Spielwarenmesse de Nuremberg el 2007.
També va rebre el premi al millor joc d'acció als premis Wii Best of E3 2006 d'IGN; el lloc web més tard el va nomenar el seu joc del mes el gener de 2007. WarioWare: Smooth Moves va ser el quart joc més venut dels Estats Units el mes de debut de gener de 2007. Al Japó, va vendre 63.954 còpies la seva setmana de debut el 27 de novembre al 3 de desembre de 2006, convertint-se en el quart joc llançat juntament amb la Wii més venut després del Wii Sports, del Wii Play i de The Legend of Zelda: Twilight Princess.

## Jugabilitat
Similar als jocs anteriors de la sèrie WarioWare, el WarioWare: Smooth Moves és un joc de trencaclosques centrat en els microjocs (microgames), que són jocs curts que duren uns cinc segons. Cada microjoc requereix que el jugador col·loqui el Wii Remote d'una manera específica, com ara subjectar-lo verticalment o col·locar l'extrem inferior del dispositiu davant del nas. A més, el jugador ha d'utilitzar el Nunchuk en certs microjocs. Abans que comenci cada microjoc, es mostra al jugador la posició necessària per al Wii Remote, per donar-li temps per posicionar-lo. El joc es divideix en etapes, cadascuna representada per un personatge de la sèrie i vagament connectada per una història, amb els microjocs dividits entre les etapes. Després que el jugador completi un cert nombre de microjocs, avança a l'etapa boss, que és un microjoc més llarg i complex que els altres. Després que el jugador hagi completat totes les etapes del mode per a un jugador, el joc desbloqueja un mode multijugador, en el qual només s'utilitza un Wii Remote que comparteixen fins a 12 jugadors. Mentre un jugador juga a un microjoc en aquest mode, altres jugadors miren, i un cop finalitzat el microjoc, el jugador passa el Wii Remote a la darrera persona.

## Recepció
El Smooth Moves va ser llançat per Nintendo per a Wii al Japó el 2 de desembre de 2006 i el gener de 2007 per a altres mercats. El joc va rebre crítiques generalment favorables, rebent puntuacions de 83 sobre 100 del Metacritic i 82% del GameRankings. Els elogis es van centrar en el valor d'entreteniment del joc, especialment amb els amics, mentre que les crítiques es van centrar en la seva durada. El joc va rebre un premi Platinum de la Entertainment and Leisure Software Publishers Association (ELSPA), que indicava vendes d'almenys 300.000 còpies al Regne Unit. Es va tornar a llançar el maig de 2011 a Europa com a part del programa Nintendo Selects. Va vendre 1,82 milions de còpies en total.

## Seqüela
Al Nintendo Direct del 21 de juny de 2023, es va anunciar una seqüela directa, WarioWare: Move It!.